# WVBL
WVBL-FM ist ein US-amerikanischer Hörfunksender aus Bluefield im US-Bundesstaat West Virginia. Er ist der leistungsstärkste Sender des West Vergina Public Radio der West Virginia Public Broadcasting. Er sendet mit 50 kW auf UKW 88,5 MHz.